# Folkdans
Denna artikel handlar om folkdans i allmänhet. Se även svensk folkdans.

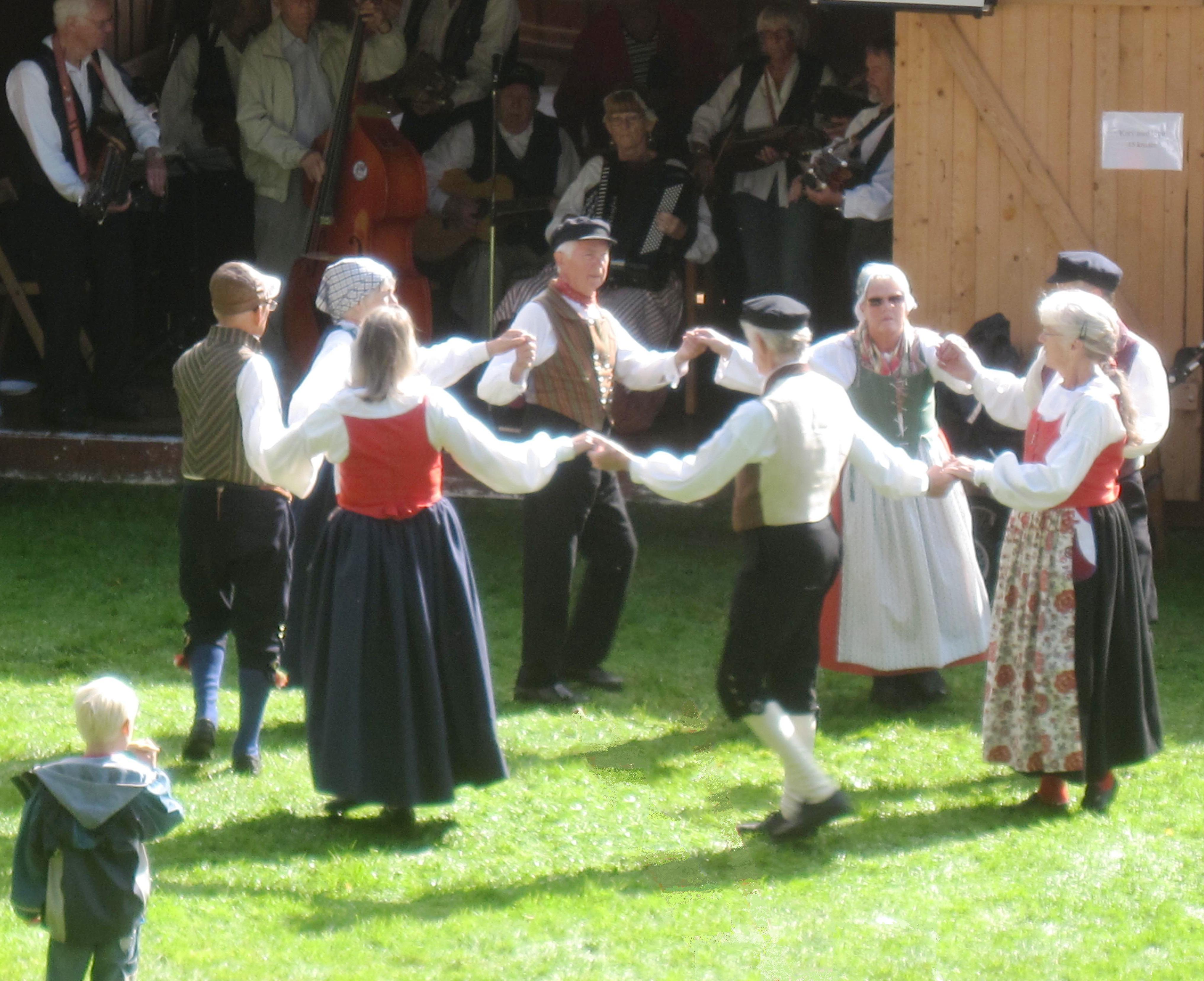
Folkdans i Bohuslän, Sverige

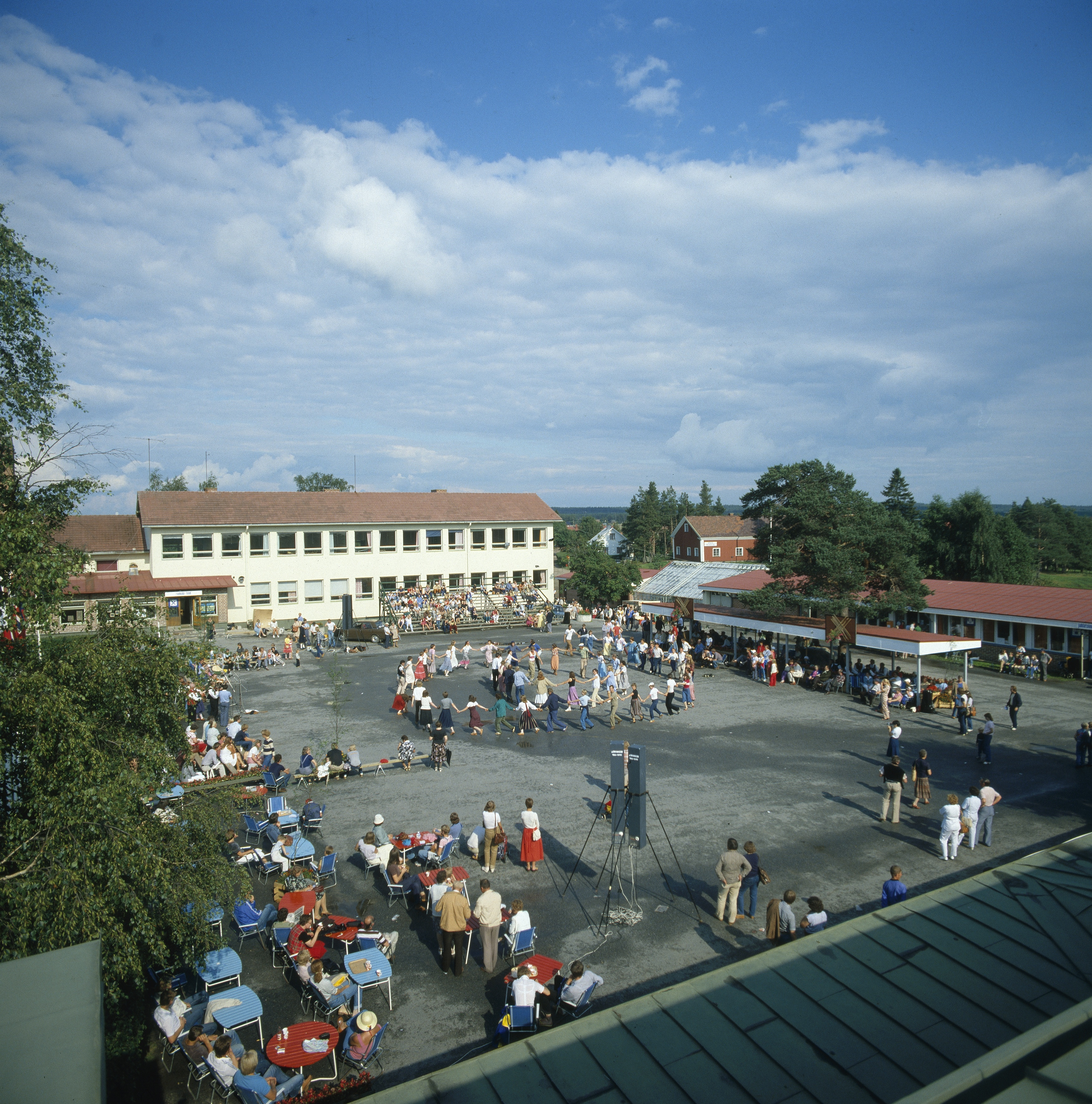
Dans på skolgård i anslutning till Kaustby folkmusikfestival, c:a 1980.

Folkdans är traditionella danser som har en form och ett utförande baserat på hur människor från en särskild geografisk plats eller social bakgrund utför dem. Folkdans dansas nästan uteslutande till folkmusik eller spelmansmusik och dansarna bär ofta traditionella kläder. Folkdans förknippas ofta med folket, och en bondekultur men i exempelvis Asien kallas de danser som hovet har dansat för folkdans. Trots sin traditionsbundenhet förändras folkdans över tid beroende på olika influenser. Klassiska danser som polska får därför stora regionala skillnader beroende på var i världen den dansas.
Ofta har folkdans inte varit noterad utan förts vidare informellt från generation till generation. Idag är det istället på många platser runt om i världen vanligt med kurser, tävlingar och liknande. Folkdans tillskrivs i perioder och på olika platser i världen stor betydelse för nationalidentiteten varför den ofta förknippas med högtider viktiga för nationalstaten.

## Terminologi
Folkdans förknippas ofta med traditionella, historiska danser. Termerna "etnisk dans" och "traditionell dans" används ibland, med ceremoniell dans ingående i traditionella danser. Mer senare uppkommen folklig dans, såsom break dance, brukar inte innefattas i begreppet. 
I Europa har definitionen huvudsakligen kommit att utformas utifrån folklivsforskningen. Folkdanser var då de danser som dansades av allmogebefolkningen vid mitten av 1800-talet när folkdanser började dokumenteras. Yngre danser och danser som dansades inom andra grupper av befolkningen har inte kommit att ingå i begreppet.
Termerna "etnisk" och "traditionell" används när man vill understryka de kulturella rötterna. Ur denna synvinkel är nästan alla folkdanser etniska. När somliga danser, till exempel polka, påträffas i flera länder, är det bra att specificera "svensk polka", "amerikansk polka" eller "finsk polka".
Alla etniska danser är inte folkdanser. Rituella danser är inte folkdans. De kallas ofta religiösa danser.[källa behövs] De kan ändå vara typiska för en etnisk grupp.
I Norden finns ett fenomen som kallas för modern folkdans, vilket är improvisation eller koreografi till så kallad "modern folkmusik", musik med distinkta rötter i folkmusik och spelmansmusik, men med komponenter som tidigare inte förekommit i spelmansmusiken i den tradition musiken huvudsakligen hänför sig till, såsom synkoperande sväng och instrument från andra kulturer. Modern folkdans framförs ofta som dansteater.

## Europa
Typer av europeiska folkdanser:
- Polones (Polska)
- Täskodans
- Irländsk dans
- Dans kring midsommarstång
- Morris dans
- Grekisk dans
- Polska
- Ball de bastons
- Square dance
- Svärddans
- Armeniska folkdanser

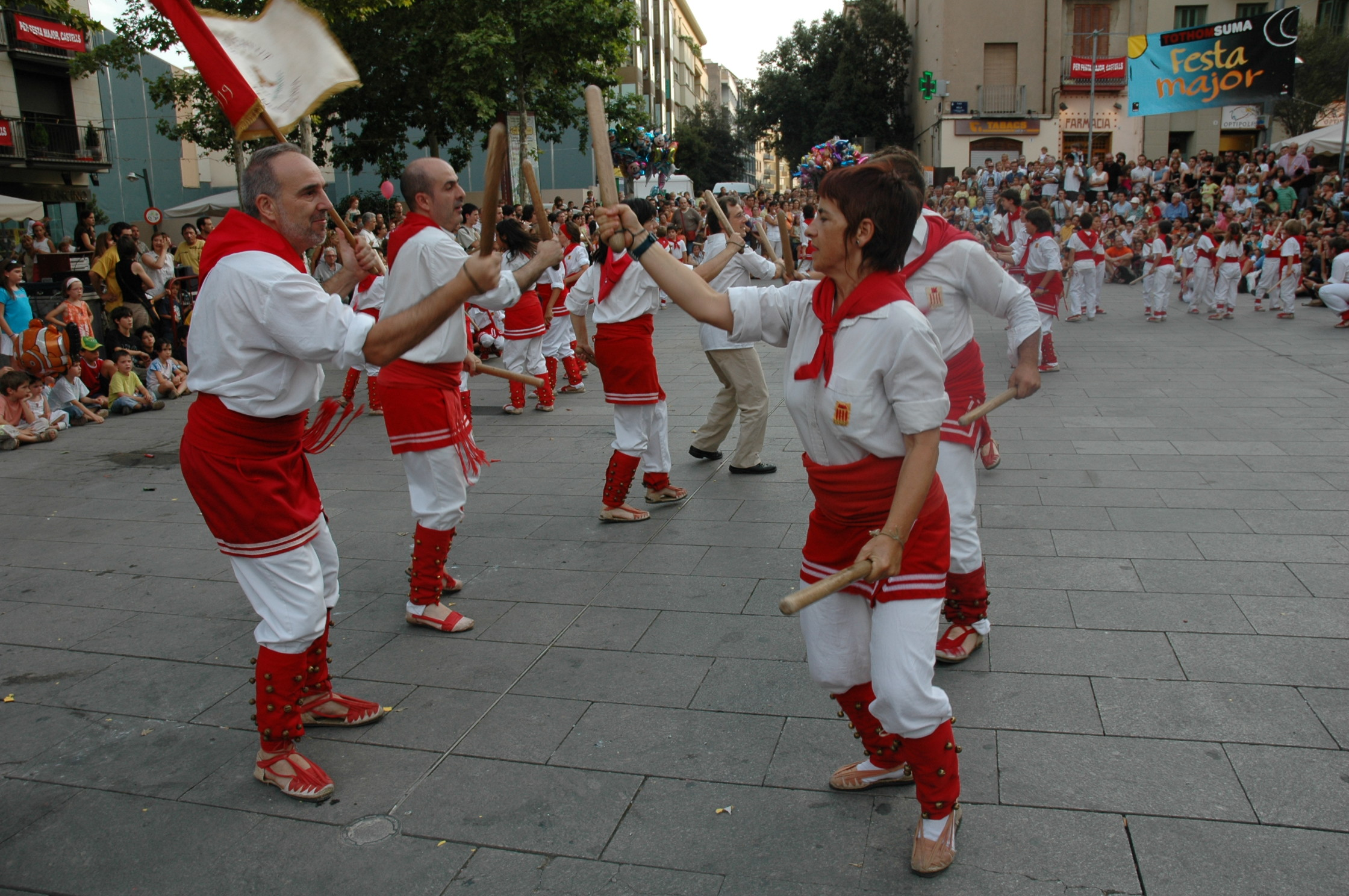
A Ball de bastons käppdans från Katalonien

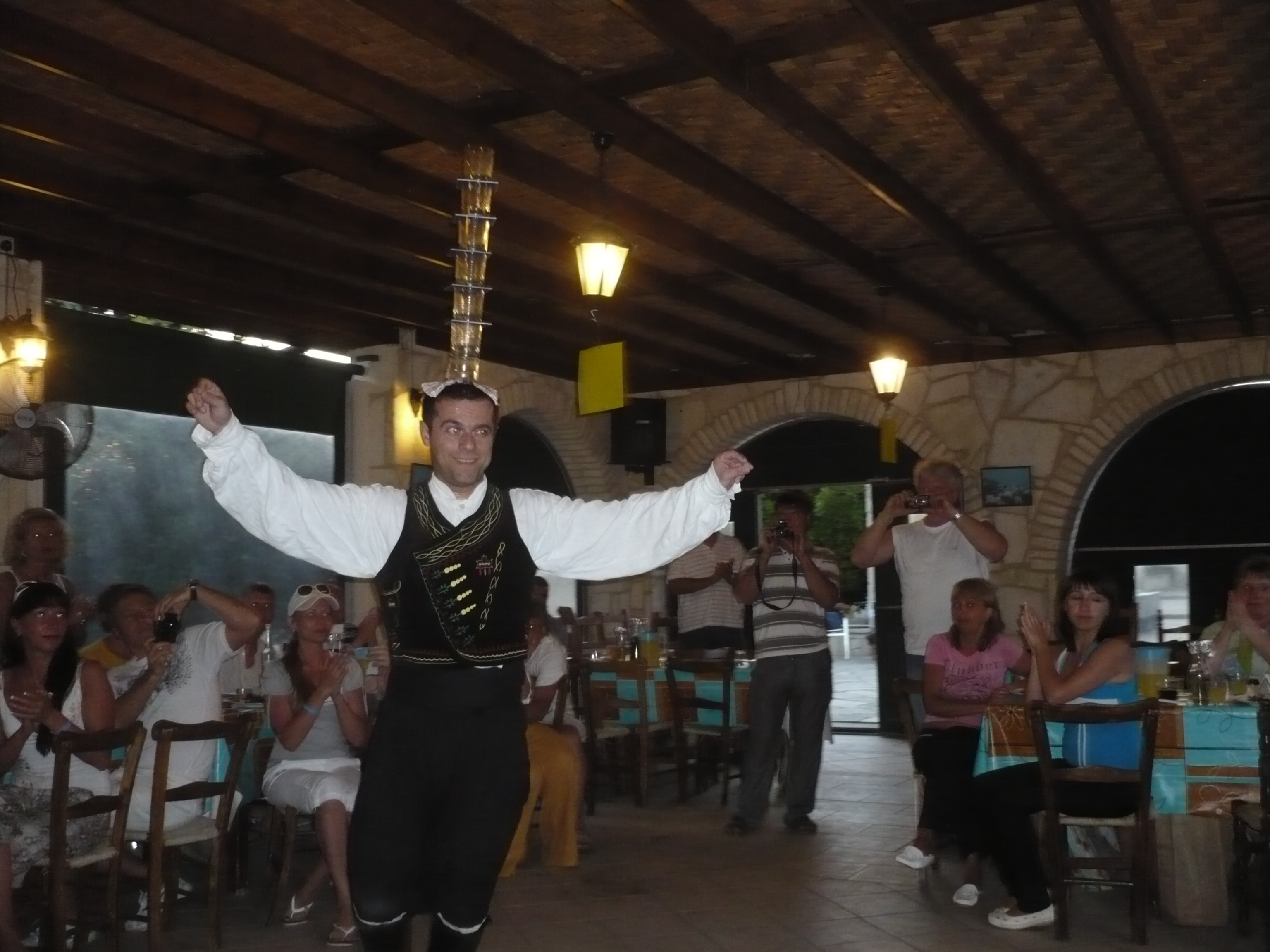
Folkdans med glas i Paphos på Cypern

Några koreograferade danser, till exempel kontradans och modern western square dance, kallas folkdans fast det är disputabelt. Kontradans har gemensamt med både dansteater eller modern folkdans och socialdans. De flesta kontra- och sällskapsdanserna har sina rötter i folkdans och har sedan raffinerats.
De som har erfarenhet om folkdans kan ofta bestämma från vilket land någon dans härstammar. Även om grannländernas danser har liknande särdrag har kulturer sina egna känneteken. Folkdanser har dansats länge innan politiska gränser har dragits. Till exempel har serbiska, bulgariska och kroatiska danser ibland liknande figurer, namn eller musik.

## Mellanöstern och östra och södra Asien
- Attan - Afghanistans nationaldans
- Danser från Azerbajdzjan
- Kurdernas folkdans
- Folkdans från Assyrien
- Folkdanser från Georgien Mtiuluri

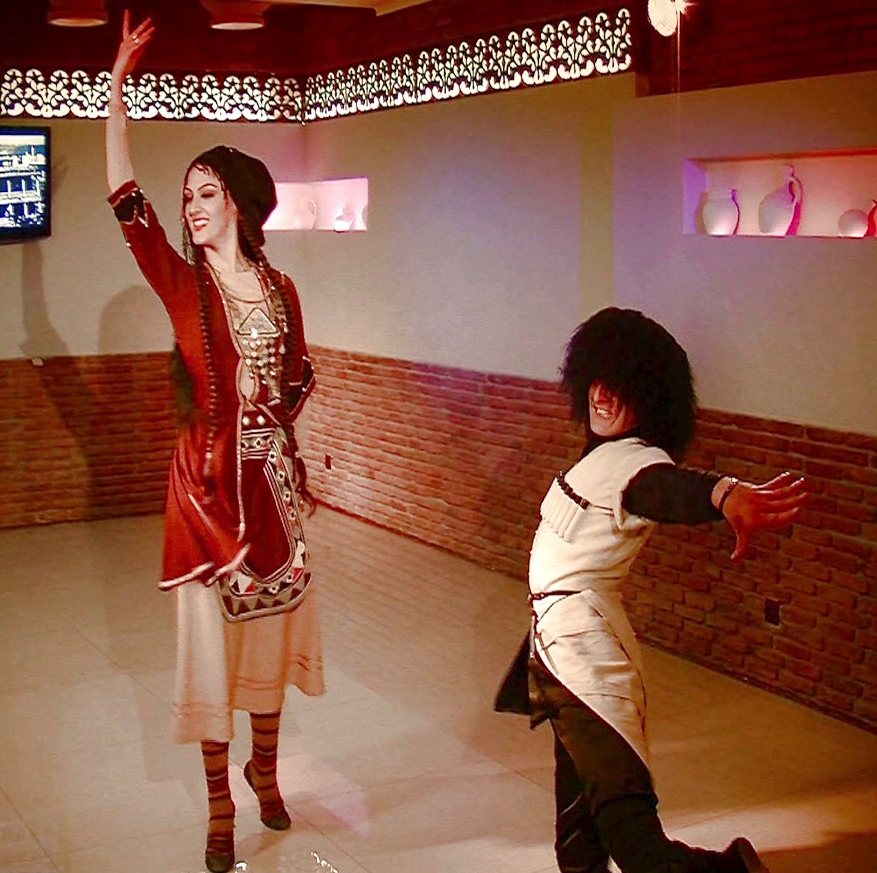
Mtiuluri

- Bhangra, dans för skördning från Punjab
- Bihu dans för våren från Assam
- Ghoomar traditionell Bhil stammens folkdans för flickor, Rajasthan, Indien
- Ghumura-dans: krigsdans från Kalahandi, Orissa, Indien
- Kalbelia Kalbelia-stammens kvinnor dansar en sensuell dans från Rajasthan.

## Sydöstra Asien
- Cariñosa är den inofficiella nya folkdansen från Filippinerna i stället för tinikling
- Odori traditionell eller modern japansk dans man dansar på gatorna i långa tåg. Alla kan delta.
- Buyo japansk dans geishorna och dansartister dansar

## Latinamerika
- Baile Folklorico Centralamerikas folkdans
- Durangense en folkdans med hoppande steg och akrobati från Mexiko